# 白井淳夫
白井 淳夫（しらい あつお、1945年2月19日（昭和20年）- ）は、日本有数のジャズ・サクソフォーン奏者。ビッグバンド「白井淳夫Swingin' Band」リーダー。福井県出身。大学時代に観た「グレン・ミラー物語」に感動してジャズの道を志す。1972年（昭和47年）、日本を代表するビッグバンド「宮間利之とニュー・ハード」のオーディションに合格し入団。以降、ジャズ・コンサートやレコーディング、TV番組等で本格的に演奏活動を開始し、1974年～1977年にかけての「ニューハード第二黄金期」でアルトサクソフォーン奏者として活躍した。現在は福井県を中心に活躍しており、2007年10月には、白井にとって初のリーダーアルバムとなる「Swingin' Daddy」をリリースした。「日本ビッグバンド紳士録」掲載人物。 

## 主な経歴
- 1972年（昭和47年）　-　日本を代表するビッグバンド「宮間利之とニュー・ハード」に入団。
- 1974年（昭和49年）　-　アメリカの2大ジャズ・フェスティバルの1つである「モンタレー・ジャズ・フェスティバル」に日本から初出演し、ディジー・ガレスピーと共演。なお、このフェスティバルで「宮間利之とニュー・ハード」は最高の栄誉賞を受ける。
- 1974年（昭和49年）　-　アメリカ最大のジャズ・フェスティバル「ニューポート・ジャズ・フェスティバル」に出演し、カウント・ベイシーと共演。
- 1978年（昭和53年）　-　国際親善使節として南米4ヵ国を演奏訪問。
- 1978年（昭和53年）　-　「宮間利之とニュー・ハード」を退団し、日本で最も伝統のある「森寿男とブルー・コーツ」に入団。
- 1981年（昭和56年）　-　故郷の福井市に戻る。
- 1981年（昭和56年）　-　世界初の「100人太鼓[1]」（福井県太鼓協会）の作曲を担当。（福井県企画・置県百年記念式典）
- 1983年（昭和58年）　-　「フクイ・ジャズ・クァルテット」を結成。
- 1984年（昭和59年）　-　NHK福井放送局・FM（福井83.4MHz）の番組「夕べのひととき」でジャズのD・Jを担当。（～1991年）
- 1986年（昭和61年）　-　「フクイ・スゥィンギン・ジャズ・バンド」を結成。
- 1994年（平成6年）　 -　「白井淳夫・スヰンギン・バンド（Swingin' Band）」を結成。
- 1995年（平成7年）　 -　福井県鯖江市で開催された「世界体操選手権」のイベント「ダイナミック・ジャズ・ナイト」に代表出演。
- 1999年（平成11年）　-　ジャズ文化の啓蒙活動が広く認められ「福井新聞文化賞」（主催：福井新聞社）を受賞。
- 2007年（平成19年）　-　初のリーダーアルバム「Swingin' Daddy」（発売日2007年10月24日・収録曲10曲・収録時間54分16秒）をリリース。

## 参考事項
- アルバム「Swingin' Daddy」演奏者　-　白井淳夫、鈴木孝二（AS）　菅野義孝（G）　北川弘幸（B）　猿渡泰幸（DS）　上野尊子（VO）
- アルバム「Swingin' Daddy」購入可能WEB　-　楽天市場 ・ 楽天ダウンロード ・ Yahooショッピング ・ Amazon ・ OnGenダウンロード ・ オンライン書店boople　・ livedoorデパート等